# Préalpes de Digne
Pour les articles homonymes, voir Préalpes.
Les Préalpes de Digne sont un massif des Préalpes du Sud françaises situé dans le département des Alpes-de-Haute-Provence.

## Géographie

### Situation
Le massif s'étend autour de Digne-les-Bains, entre la Durance, en aval du lac de Serre-Ponçon, au nord et à l'ouest, et les gorges du Verdon, au sud. Il est également bordé par Sisteron, Gréoux-les-Bains et Castellane.
Il est entouré au nord-ouest par le Bochaine, au nord-est par le massif des Trois-Évêchés, au sud-est par les Préalpes de Castellane et enfin à l'ouest par les monts de Vaucluse et le massif des Baronnies.

### Principaux sommets
- Les Monges, 2 115 m, point culminant du massif
- Clot Ginoux (ou les Cimettes), 2 112 m
- l'Oratoire, 2 071 m
- Tête Grosse, 2 032 m
- la Laupie (ou Tourtoureau), 2 025 m
- le Clos de Bouc, 1 962 m
- la montagne de Chine, 1 952 m
- le Mourre de Chanier, 1 930 m
- le Marzenc, 1 930 m
- le sommet de Nibles, 1 909 m
- le mont Chiran, 1 905 m
- le Grand Mourre, 1 898 m
- la Grande Cloche de Barles, 1 887 m
- la montagne de Jouere, 1 886 m
- la Chanau, 1 885 m
- la crête de Géruen, 1 880 m
- la Grande Gautière, 1 825 m

## Géologie
Ces chaînons sont marqués par la nappe de Digne, en bordure du massif des Trois-Évêchés, jusqu'à Gap, dont les affleurements caractéristiques sont des gypses. Elle laisse progressivement place vers l'ouest et le sud, notamment en direction du plateau de Valensole, au domaine provençal calcaire.

## Activités

### Stations de sports d'hiver
- le Grand-Puy (Seyne)
- Chabanon (Selonnet)
- Col du Fanget (Auzet)